# Drargua (ville)
Pour les articles homonymes, voir Drargua.
Drargua (الدرارݣة en arabe) est une ville du Maroc ainsi que le centre urbain de la commune rurale du même nom dans la préfecture d'Agadir Ida-Outanane, au sein de la région de Souss-Massa, au Maroc.

## Démographie

### Évolution démographique
La ville de Drargua a connu, de 2004 à 2014 (années des derniers recensements), une hausse de population, passant de 17 071 à 50 946 habitants,.
|      | Population totale | Ménages | Étrangers |
| 2004 | 17 071            | 3 306   | 1         |
| 2014 | 50 946            | 11 136  | 32        |

### Pyramide des âges
| Hommes | Classe d’âge | Femmes |
| ------ | ------------ | ------ |
| 0,9    | 75 ans et +  | 1,3    |
| 0,9    | 70 à 74 ans  | 0,9    |
| 1,1    | 65 à 69 ans  | 0,9    |
| 2,1    | 60 à 64 ans  | 1,6    |
| 3,1    | 55 à 59 ans  | 2,2    |
| 4,9    | 50 à 54 ans  | 3,5    |
| 5,5    | 45 à 49 ans  | 4,6    |
| 7,3    | 40 à 44 ans  | 6,4    |
| 7,3    | 35 à 39 ans  | 7,5    |
| 8,3    | 30 à 34 ans  | 8,8    |
| 8,1    | 25 à 29 ans  | 9,5    |
| 8,4    | 20 à 24 ans  | 10,3   |
| 9,1    | 15 à 19 ans  | 9,1    |
| 10,2   | 10 à 14 ans  | 9,8    |
| 10,7   | 5 à 9 ans    | 11     |
| 12,2   | 0 à 4 ans    | 12,5   |